# باور (مسلسل تلفزيوني)
باور هو مسلسل تلفزيوني درامي أمريكي يعرض على ستارز. تم ابتكار المسلسل من قبل الكاتبة والمنتجة كورتني كيمب أغبوه وتم إنتاجه من قبل مغني الراب كرتس جيمز جاكسون الشهير بلقب «50 سنت». عرض المسلسل لأول مرة في 7 يونيو 2014.

## الإنتاج
يوم 30 نوفمبر من سنة 2012، أعلنت القناة التلفزية ستارز عن فكرة بداية مشروع المسلسل مع مغني الراب كورتيس جايمس جاكسون، والمعروف باسم 50 سنت.
يوم 14 يونيو 2013، أعلنت قناة ستارز على أن السلسلة في موسمها الأول ستتكون من ثماني حلقات.
وفي 11 يونيو 2014، ثم عرض الجزء الثاني من المسلسل، حيث ضم هذه المرة 10 حلقات بدل من 8 كما في الموسم الأول.
10 يونيو 2015، ثم عرض الموسم الثالث من السلسلة والتي تكونت من 10 حلقات أيضا.
19 يوليو 2016، أعلنت ستارز عن تصويرها للموسمين الثالث والرابع من نفس السلسلة.

## المواسم

### الموسم الأول (2014)
1. ليس تماما كما خططنا (بالإنجليزية: Not Exactly How We Planned)‏.
2. كيف ما كان (بالإنجليزية: Whoever He Is)‏
3. هذا حقيقي (بالإنجليزية: This is Real)‏
4. من أنت؟ (بالإنجليزية: Who Are You?)‏
5. حياة ثانية (بالإنجليزية: I Gotta Go)‏
6. مع من أنت (بالإنجليزية: Who You With?)‏
7. لايوتلي (بالإنجليزية: Layotly)‏
8. إعطاء جديد (بالإنجليزية: Best Laid plans)‏

### الموسم الثاني (2015)
تم عرضه في 6 يونيو من سنة 2015، في حين عٌرضت الحلقة الأخيرة يوم 15 أغسطس 2015.
1. نتائج (بالإنجليزية: Consequences)‏
2. لا وجود لأصدقاء في الشارع (بالإنجليزية: No Freinds On The Street)‏
3. مثل ثنائي مثالي (بالإنجليزية: Like We're Any Other Couple)‏
4. أنت الشخص الوحيد الذي أستطيع الثقة به (بالإنجليزية: Yo're The Only Person I Can Trust)‏
5. كيف أنت وكيف تريد أن تٌصبح؟ (بالإنجليزية: Who You Are And Who You Want To Be?)‏
6. لماذا هي؟ (بالإنجليزية: Why Her?)‏
7. لست أنت (بالإنجليزية: You're Not The Man)‏
8. ثلاث اقتطاعات مقدمة (بالإنجليزية: Three Moves Ahead)‏
9. نهاية الحفلة (بالإنجليزية: Time's Up)‏
10. مات الشبح (بالإنجليزية: Ghost is Deed)‏

### الموسم الثالث (2016)
تم عرض الحلقة الأولى من المسلسل في موسمه الثالث يوم 17 يوليو من سنة 2016، في حين أن الحلقة الأخيرة عٌرضت بتاريخ 25 سبتمبر 2016.
1. هاتفني جايمس (بالإنجليزية: Call Me James)‏
2. لن ينتهي أبدا (بالإنجليزية: It's Never Over)‏
3. كل شيء تحت المراقبة (بالإنجليزية: I Got This On Lock)‏
4. لا تقلق، حبيبي (بالإنجليزية: Don't Worry, baby)‏
5. ساعدني (بالإنجليزية: Help Me)‏
6. القرار الصائب (بالإنجليزية: The Right Decision)‏
7. لا تذهب (بالإنجليزية: Don't Go)‏
8. صدقني (بالإنجليزية: Trust me)‏
9. (بالإنجليزية: I call The Shots)‏
10. اهتماماتي الدفاعية (بالإنجليزية: In My Best Interest)‏

### الموسم الرابع (2017)
تم عرض الموسم الرابع من السلسلة ابتداء من يوم 25 يونيو 2017
1. عندما أخرج (بالإنجليزية: When I Get Out)‏
2. الأمور ستسوء (بالإنجليزية: Things Are Going to Get Worse)‏
3. نوع الرجل الذي أنت عليه (بالإنجليزية: The Kind of men You Are)‏
4. نحن هنا معا (بالإنجليزية: We're In This Togrther)‏
5. لا تشكرني (بالإنجليزية: Don't Thank Me)‏
6. رجل جديد (بالإنجليزية: New Men)‏
7. كذبت في وجهي (بالإنجليزية: You lied To My Face)‏
8. انتهت (بالإنجليزية: It's Done)‏
9. ذلك ليس انا (بالإنجليزية: That Ain't Me)‏
10. لا تستطيع إصلاح هذا (بالإنجليزية: You Can't Fix This)‏

### الموسم الخامس (2018)
1. غير معروفة
2. غير معروفة
3. غير معروفة
4. غير معروفة
5. غير معروفة
6. غير معروفة
7. غير معروفة
8. غير معروفة
9. غير معروفة
10. غير معروفة

### وصلات خارجية
- باور على موقع IMDb (الإنجليزية)
- باور على موقع ميتاكريتيك (الإنجليزية)
- باور على موقع روتن توميتوز (الإنجليزية)
- باور على موقع كينوبويسك (الروسية)
- باور على موقع ألو سيني (الفرنسية)
- باور على موقع قاعدة بيانات الفيلم (الإنجليزية)